# 臺北市私立稻江高級商業職業學校
臺北市私立稻江高級商業職業學校簡稱稻商，位於臺北市大同區，鄰近台北橋、延三夜市等。

## 簡介

### 校史
- 1939年陳垗花於臺北稻江（大稻埕）創辦稻江洋裁講習所。
- 1962年核准設立台北市私立稻江商業職業補習學校。
- 1968年專案報請台北市政府教育局核准設立台北市私立稻江高級商業職業學校。[1]

### 校訓
誠實、負責、創造、榮譽
忠孝、仁愛、信義、和平

## 科系介紹
- 日間部：
  - 商業經營科
  - 觀光事業科
  - 廣告設計科
  - 應用日語科

- 實用技能學程
  - 餐飲技術科

- 夜間部
  - 觀光事業科

## 社團活動
社團由班級導師決定及帶領，想選擇社團必須於社團時間至其他班級，一個月僅有一次的社團時間。
- 啦啦隊
- 撞球隊
- 調酒隊
- 健走社
- 熱舞社
- 熱音社
- 春暉社
- 勵學社
- 英檢社
- 日本文化社
- 藝術創作社
- 漫畫社
- 羽球社

## 爭議
- 校董陳璽安盜用公款。[1]
- 稻江學生闖入育達商職校慶尋仇。[2]

## 傑出校友
吳火獅（1919年1月9日—1986年10月18日）是台灣企業家，新光集團創辦人，出生於今新竹市東區東勢潭。
臺北市私立稻江高級商業職業學校""補校進修

## 外部連結
- 臺北市私立稻江商職全球資訊網 （页面存档备份，存于）